# Chủ nghĩa Hồi giáo
Chủ nghĩa Hồi giáo cực đoan (tiếng Anh: Islamism;tiếng Urdu: اسلام پرستی; tiếng Ả Rập: إسلاموية‎), là tên gọi theo cái nhìn của phương Tây cho các phong trào, ý thức hệ Hồi giáo, mà cho là đạo Hồi là kim chỉ nam cho các hoạt động xã hội và chính trị cũng như trong đời sống riêng tư. Chủ nghĩa Hồi giáo cực đoan là một quan niệm gây nhiều tranh cãi không phải chỉ vì nó khẳng định vai trò chính trị của đạo Hồi mà cũng vì những người ủng hộ nó cho là quan điểm của đạo Hồi thì ưu việt hơn các tôn giáo khác, và cho ý tưởng đạo Hồi có thể phi chính trị là một sai lầm. Quan điểm Chủ nghĩa Hồi giáo cực đoan nhấn mạnh sự thi hành luật Shari'a, một liên minh chính trị hồi giáo thống nhất, và loại bỏ những gì họ cho là phi hồi giáo đặc biệt là các ảnh hưởng quân sự, kinh tế, chính trị, xã hội hay văn hóa phương Tây, mà họ cho là không thể thỏa hiệp được với văn hóa Hồi giáo.

## Lịch sử
Chủ nghĩa Hồi giáo cực đoan bắt nguồn từ những nỗ lực cải cách đạo Hồi vào phần sau nửa thế kỷ 19, tổ chức đầu tiên được thành lập là Tổ chức Anh em Hồi giáo ở Ai Cập vào năm 1928.

## Đặc điểm
Nhà khoa học chính trị Armin Pfahl-Traughber trong bài viết 2011 trong trang mạng giáo dục chính trị của liên bang Đức Bundeszentrale für politische Bildung cho những điểm sau đây là tiêu biểu cho Chủ nghĩa Hồi giáo cực đoan:
1. Chỉ có giáo điều Hồi giáo là trật tự cho lối sống và trật tự nhà nước
2. Chính danh không phải là nhân dân mà là Allah
3. Sự ao ước kiểm soát và lãnh đạo toàn xã hội
4. Nhân danh đạo Hồi tạo nên một trật tự xã hội thống nhất
5. Chối từ một nhà nước có hiến pháp dân chủ
6. Có khuynh hướng quá khích, sẵn sàng gây bạo động.[3]